# دانشنامه اردوگاه‌ها و گتوها
دانشنامه اردوگاه‌ها و گتوها، ۱۹۳۳–۱۹۴۵ دانشنامه‌ای هفت بخشی است که تاریخچه اردوگاه‌های کار اجباری آلمان نازی، گتوها، اردوگاه‌های کاری و سایر مکان‌های بازداشت، آزار و اذیت، یا کشتارهای با حمایت آلمان نازی و سایر نیروهای محور در اروپا و آفریقا را گرد آورده‌است. این مجموعه توسط موزه یادبود هولوکاست ایالات متحده (USHMM) تولید و توسط انتشارات دانشگاه ایندیانا منتشر شده‌است. پژوهش‌ها دربارهٔ مطالب این دانشنامه در سال ۲۰۰۰ آغاز شدند. نخستین جلد در سال ۲۰۰۹ منتشر شد؛ و جلد نهایی برای چاپ در سال ۲۰۲۵ در نظر گرفته شده‌است. در کنار مطالب موجود در زمینه مکان‌های منفرد، این دانشنامه همچنین به ارائه نمای کلی از دید پژوهشگران دربارهٔ زمینه‌های تاریخی آن مکان‌ها می‌پردازد.
این پروژه زمانی مورد توجه رسانه‌ها قرار گرفت که سردبیران آن در سال ۲۰۱۳ اعلام کردند که این مجموعه بیش از ۴۲ هزار و ۵۰۰ مکان را پوشش می‌دهد، هشت برابر بیشتر از حد انتظار. دو جلد نخست این مجموعه، شامل اردوگاه‌های کار اجباری نازی‌ها و گتوهای نازی، هم از سوی پژوهشگران و هم از سوی بازماندگان هولوکاست بازخورد مثبت دریافت کردند. پژوهشگران متعددی دانشنامه را به عنوان جامع‌ترین مرجع دربارهٔ موضوعات ارائه شده در آن توصیف کرده‌اند.

## مطالب
مدخل‌ها بر پایه مناطق، و طبق مناطق اداری آلمان و سپس به ترتیب حروف الفبا سازماندهی شده‌اند. پس از هر مدخل، کتابشناسی و راهنمای منابع بایگانی ارائه شده‌اند. نوشته‌ها در صورت امکان با عکس‌های تاریخی نشان داده شده‌اند.

### جلد نخست
جلد نخست اردوگاه‌های اولیه‌ای را پوشش می‌دهد که اس‌آ و اس‌اس در سال نخست رژیم نازی ایجاد کردند و شامل اردوگاه‌هایی که بعدها توسط اداره اصلی اقتصادی و اجرایی اس‌اس (WHVA) ایجاد شدند و نیز اردوگاه‌های فرعی پرشمار آن‌ها نیز می‌شود. برای زمینه‌های تاریخی، تاریخ‌دان آمریکایی جوزف رابرت وایت مروری بر اردوگاه‌های اولیه داشت، در حالی که تاریخ‌دان آلمانی کارین اورث بخشی از تاریخ اردوگاه‌های WHVA را مرور کرد. وی گسترش سریع سامانه اردوگاه‌های کار اجباری را، از ۲۰٬۰۰۰ زندانی در اوت ۱۹۳۹ به بیش از ۱۰۰٬۰۰۰ تن در پایان سال ۱۹۴۲ و ۷۱۵٬۰۰۰ تن در ژانویه ۱۹۴۵ که نیمی از آن‌ها پیش از آزادی درگذشتند، مستند ساخت. کشتار در اواخر سال ۱۹۴۱ به بخشی بنیادین از سامانه اردوگاه‌ها تبدیل شد و کار اجباری و نسل‌کشی در هم آمیختند. برغم دستورهای نازی‌ها مبنی بر بهبود بهره‌وری نیروی کار در اردوگاه‌های کاری، شرایط مهلک باقی ماند.
این مقاله‌ها تنها تحلیل‌هایی هستند که در این جلد ارائه شدند. بیشتر مطالب این جلد اردوگاه‌ها را فهرست‌بندی می‌کنند؛ از جمله مکان، مدت زمان عملیات، هدف، عاملان و قربانیان. این جلد شامل ۱۱۰۰ مدخل نوشته شده توسط ۱۵۰ تن از نویسندگان است. این جلد هم شامل اردوگاه‌های شناخته‌شده‌ای مانند آشویتس دو-بیرکناو است و هم اردوگاه‌های کمتر شناخته‌شده‌ای مانند اردوگاهی کاری در گورستان کاتولیک‌های لهستانی در پوزنان، جایی که زندانیان یهودی ناچار بودند سنگ‌های قبرها را خرد کنند تا درون گورها به جستجوی طلا و سایر اشیا با ارزش بپردازند.

### جلد دوم
جلد دوم، که شامل ۱٬۱۵۰ گتو در اروپای شرقی تحت اشغال آلمان است، در سال ۲۰۱۲ منتشر شد. این جلد توسط مقاله‌ای نوشته کریستوفر براونینگ آغاز می‌شود که به جزئیات تاریخ و تاریخ‌نگاری سامانه گتوها می‌پردازد. براونینگ به انتقاد از «وسوسهٔ نگریستن به گتوسازی نازی‌ها به عنوان مرحله‌ای مقدماتی یکنواخت، متمرکز و محاسبه شده به سوی راه حل نهایی» می‌پردازد، و استدلال می‌کند که شرایط محلی نقشی اصلی در گشایش گتوها بازی کردند و اینکه گتوسازی پیش از اینکه نازی‌ها قصد نابودی یهودیان را داشته باشند، آغاز شده بود. این کتاب شامل شهادت گسترده بازماندگان نیست، اما در عوض هر گتو را از منابع و دیدگاه‌های گوناگون موجود پوشش می‌دهد. به همراه مدخل‌هایی دربارهٔ گتوها، دانشنامه همچنین شامل نقشه‌های با تفصیل است. فراتر از اجرای گتوسازی، مدخل‌ها همچنین شامل کشتارها، سایر جنایات، مقاومت یهودیان و تلاش‌های نجات هستند.

### جلد سوم
جلد سوم شامل اردوگاه‌ها، گتوها و سایر بازداشتگاه‌هایی است که توسط سایر نیروهای محور و کشورهای متحد آن‌ها اداره می‌شدند؛ از جمله دولت اسلواکی، دولت مستقل کرواسی، جمهوری اجتماعی ایتالیا، فنلاند، پادشاهی مجارستان، پادشاهی بلغارستان، نروژ، پادشاهی رومانی و فرانسه ویشی. دانشنامه همچنین شامل اردوگاه‌هایی است که توسط این کشورهای متحد آلمان در سرزمین‌های تحت اشغالشان اداره می‌شدند، مانند مناطق اشغالی ایتالیا در یونان، فرانسه، آلبانی و یوگسلاوی و اردوگاه‌هایی که توسط ویشی فرانسه و ایتالیا در شمال و شرق آفریقا اداره می‌شدند. هر کشور با یک مرور کلی معرفی شده‌است. این جلد به دلیل تنوع عاملان، قربانیان، و نوع آزار و اذیت مورد توجه است.

### جلدهای آینده
جلدهای آینده دانشنامه به پوشش اردوگاه‌های اداره شده توسط ورماخت، مکان‌هایی که در آن غیریهودیان مورد آزار قرار گرفتند، مکان‌های آزار یهودیان، و نیز مکان‌هایی که در آن‌ها نازی‌ها به بهره‌کشی از زندانیان می‌پرداختند، می‌پردازد.

## عنوان‌ها
- Volume I: Early Camps, Youth Camps, and Concentration Camps and Subcamps under the SS-Business Administration Main Office (WVHA), 2009, شابک ‎۹۷۸−۰−۲۵۳−۳۵۳۲۸−۳
- Volume II: Ghettos in German-Occupied Eastern Europe, 2012, شابک ‎۹۷۸−۰−۲۵۳−۰۰۲۰۲−۰
- Volume III: Camps and Ghettos under European Regimes Aligned with Nazi Germany, 2018, شابک ‎۹۷۸−۰−۲۵۳−۰۲۳۸۶−۵